# Canal de Colón
El canal de Colón  o Boca de la Serpiente (en inglés: Columbus Channel o Serpent's Mouth) es un estrecho cuerpo de agua entre la costa sur de la isla caribeña de Trinidad (parte del país de Trinidad y Tobago) y el territorio continental del país suramericano de Venezuela (concretamente toca el territorio del Estado Delta Amacuro). El canal de Colón  conecta el golfo de Paria con el océano Atlántico, se localiza específicamente en las coordenadas geográficas 10°00′N 61°30′O / 10.000, -61.500. Está dividido entre estos dos países mediante un tratado acordado entre ambas naciones.
Por estar cercano a la desembocadura del río Orinoco esta zona suele tener remolinos y oleajes que pueden constituir un riesgo para la navegación.